# Filialkirche Oberpettnau

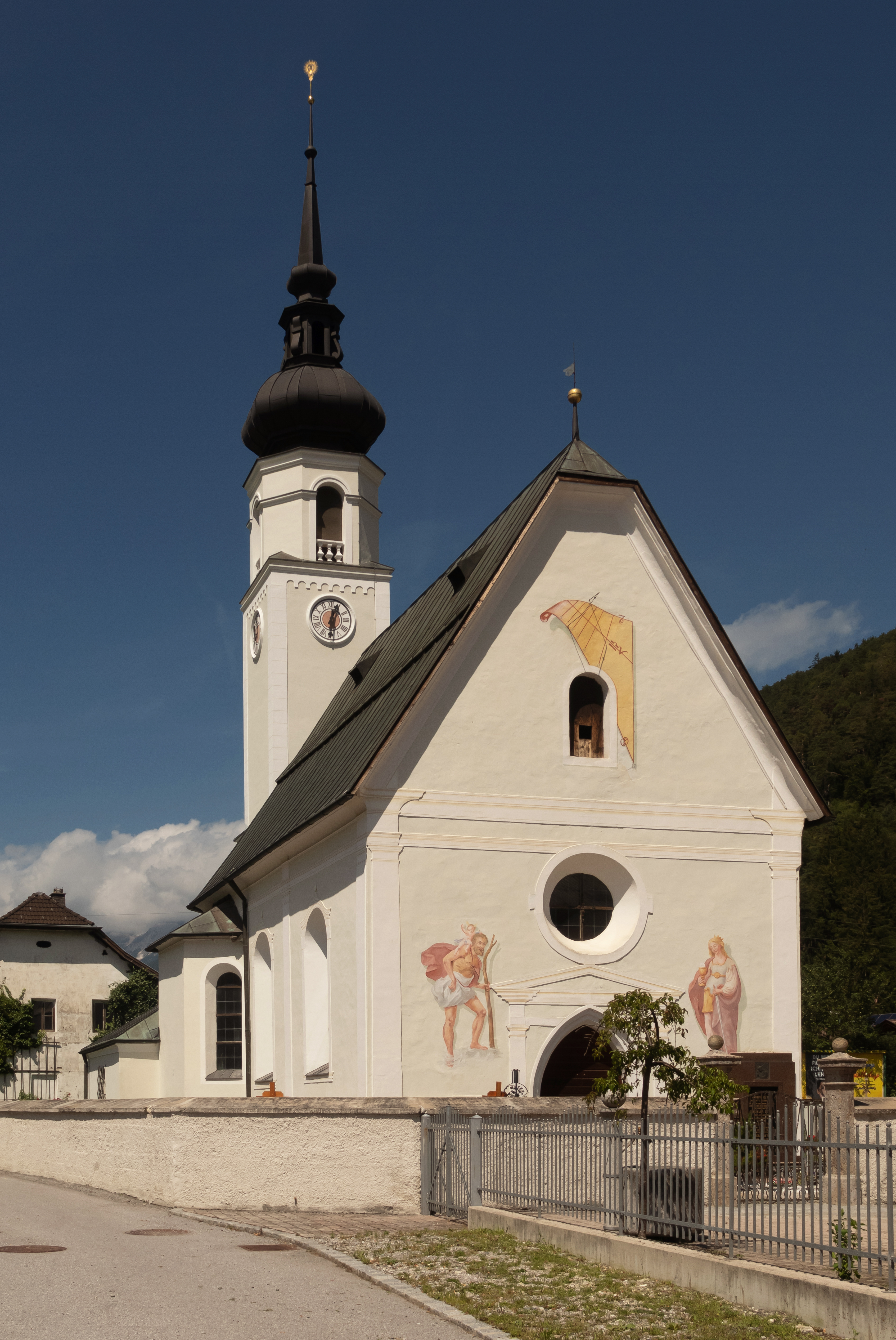
Katholische Filialkirche hl. Josef in Oberpettnau

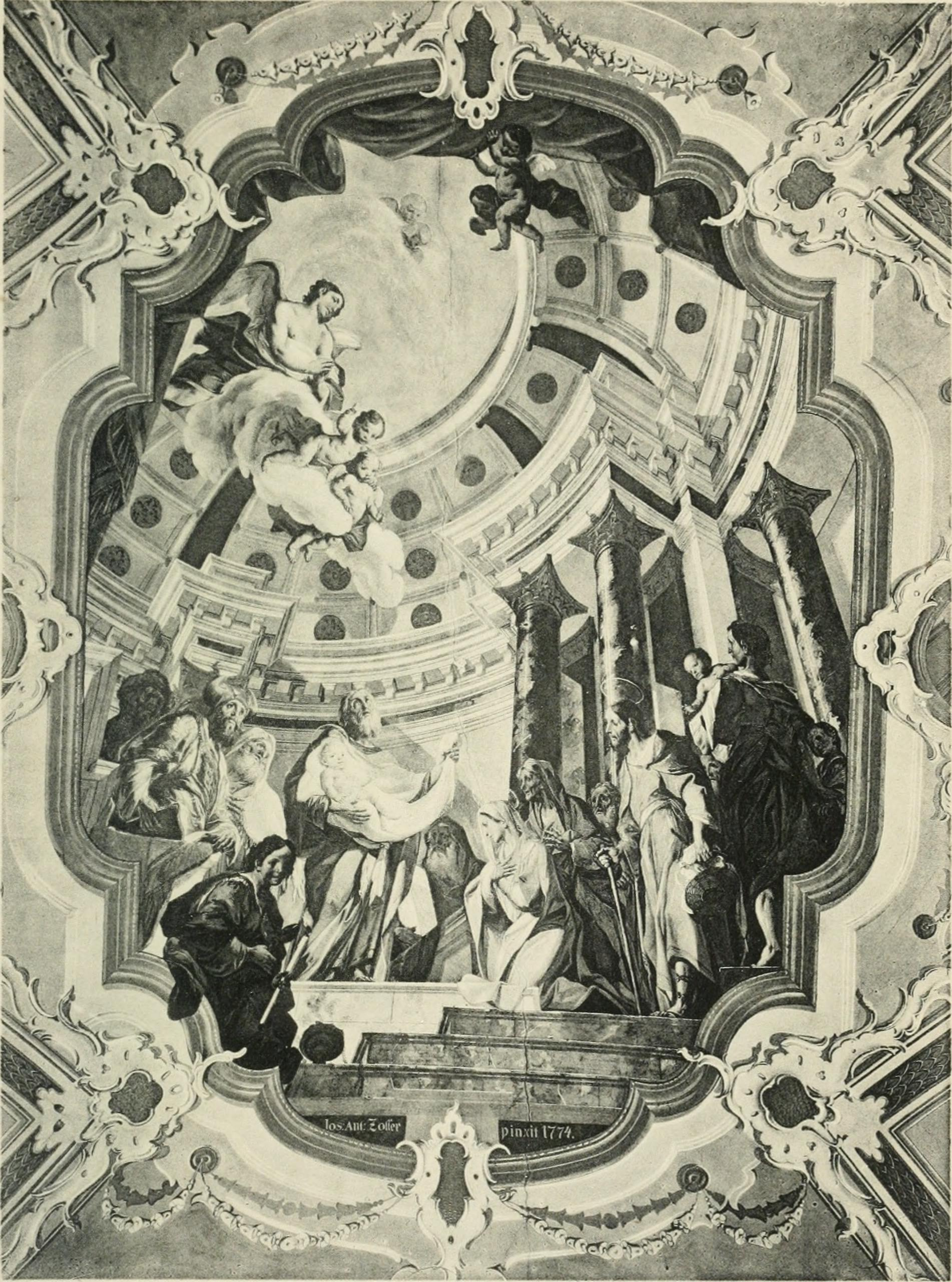
Deckenmalerei von Josef Anton Zoller

Die Filialkirche Oberpettnau steht in Oberpettnau in der Gemeinde Pettnau im Bezirk Innsbruck-Land in Bundesland Tirol. Die dem Patrozinium hl. Josef unterstellte römisch-katholische Pfarrkirche gehört zum Dekanat Telfs in der Diözese Innsbruck. Die Kirche und der Friedhof stehen unter Denkmalschutz (Listeneintrag).

## Geschichte
Urkundlich wurde 1412 eine Kirche genannt. Anfänglich war die Kirche den Heiligen Barbara und Christophorus geweiht. 1666 wurde ein Neubau geweiht. 1746 wurde die Kirche erneuert. 1904 wurde der Turm angebaut.

## Architektur
Der Turm steht westlich an der Apsis, er ist zweigeschoßig und trägt eine achtseitige Glockenstube mit einem Zwiebelhelm und zeigt romanisierende Blendbogenfriese. Das dreijochige Langhaus aus der Mitte des 17. Jahrhunderts zeigt Putzpilaster, die Fenster sind mit einer Rahmung in Putz dekoriert, die seitlichen Apsiden am dritten Joch wurden wohl in der Mitte des 18. Jahrhunderts angebaut. Die Westfront zeigt Eckpilaster und Rundfenster. Das gotische profilierte spitzbogige Westportal erhielt in der Mitte des 17. Jahrhunderts eine Portalumrahmung.
Das Kircheninnere zeigt Tonnengewölbe mit Stichkappen auf Pilastern, rundbogige Fenster, und Stukkaturen aus der Mitte des 18. Jahrhunderts. Die Deckenmalereien schuf Josef Anton Zoller 1774 mit der 12-jährige Jesus im Tempel, Darbringung, monochrome Bilder mit Szenen aus dem Leben Mariens bzw. des hl. Josef, sowie ornamentale Malereien.

## Ausstattung
Die drei Rokoko-Altäre um 1774/1775 tragen Statuen von Johann Perger. Der Hochaltar mit Opfergangsportalen zeigt das Altarbild Tod des hl. Josef von Josef Anton Zoller 1775, er trägt die Figuren der Heiligen Barbara und Christophorus.
Die Orgel Franz Weber im vierten Viertel des 19. Jahrhunderts unter Verwendung eines älteren Instruments.

## Grabdenkmäler
- Marmorgrabmal zu Franz Ricabona von Reichenfels gestorben 1866.
- Zwei Wappengrabsteine der Familie Witting 1727.